# Elżbieta Bonifacja
Elżbieta Bonifacja (również Elżbieta Bonifacja Jagiellonka; ur. 22 czerwca 1399 w Krakowie, zm. 13 lipca 1399 tamże) – królewna polska z dynastii Jagiellonów, jedyna córka Jadwigi Andegaweńskiej i Władysława Jagiełły.

## Życiorys

### Ciąża królowej
Po ponad 12 latach bezdzietnego małżeństwa Jadwigi i Jagiełły królowa zaszła w ciążę. Z okazji spodziewanych narodzin dziecka pary królewskiej brat stryjeczny przyszłego ojca Witold, w imieniu własnym i małżonki Anny, przysłał na dwór krakowski kosztowne prezenty. Wśród nich znajdowała się kołyska ze srebra. Miasto Kraków przekazało królowej prezent w postaci 200 grzywien i złoty łańcuch wartości 25 grzywien. Wyznaczono również po 4 grzywny dla przyszłych mamek dziecka oraz 4 grzywny dla posłańca, który przyniesie radzie miejskiej wieść o narodzinach dziecka.

### Narodziny królewny
Pierwszy horoskop sporządzony przez astrologa dla przyszłego dziedzica Jadwigi i Jagiełły określał płeć dziecka poczętego w połowie września 1398 r. jako męską. Dnia 22 czerwca 1399 r. narodziła się jednak dziewczynka.
Szeroko rozpowszechniona w literaturze przedmiotu, hagiografii i czasopiśmiennictwie informacja o przedwczesnym porodzie ma swoje źródło w przekazanym przez Długosza tekście drugiego epitafium na śmierć królowej, który mógłby sugerować, że królewna urodziła się przedwcześnie: Tempus erat nondum maturae prolis ab alvo,/ Cum venit matris regia nata suae. Z horoskopu poczęcia królewskiego dziecka wynika jednak, że poród był raczej opóźniony.

### Chrzest
Córka Jadwigi i Jagiełły otrzymała imiona Elżbieta Bonifacja. Swoje pierwsze imię odziedziczyła po babce macierzystej Elżbiecie Bośniaczce, a drugie otrzymała na cześć papieża Bonifacego IX, który w liście z 5 maja 1399 r. zgodził się być ojcem chrzestnym dziecka. Papież jako swojego zastępcę wyznaczył Wojciecha Jastrzębca, wyrażając przy tym życzenie, aby dziecko nazwano Bonifacym lub Bonifacją. Obrzędu chrztu królewny polskiej i księżniczki litewskiej miał dokonać Piotr Wysz.

### Długość życia
Najstarszym źródłem przekazującym datę śmierci królewny Elżbiety Bonifacji jest nekrolog jej matki w Kalendarium Capituli Cracoviensis: XVI kalendas Alexii confessoris Anno Domini MCCCLXXX nono serenissima princeps domina Hedvigis, regina Polonie et heres Ungarie etc. procreata filia primogenita Elizabeth Bonifacia die solis XXII Iunii, et ea ipso die sancte Margarethe tunc sequenti defuncta, expost ipsamet, [...] die presenti hora meridiei expiravit.
Urodzona 22 czerwca (XXII Iunii) królewna zmarła w dniu wspomnienia św. Małgorzaty Antiocheńskiej. Wspomnienie św. Małgorzaty w średniowiecznych kalendarzach diecezjalnych zapisywano najczęściej pod datą 20 lipca, rzadziej 13 lipca, a sporadycznie także 15 lipca. Najpóźniejszą datę wyklucza jednak zapis mówiący o tym, że śmierć Elżbiety Bonifacji nastąpiła przed zgonem Jadwigi, który miał miejsce w dniu wspomnienia św. Aleksego Wyznawcy, tj. 17 lipca 1399.
W przekazie Jana Długosza pojawiła się mylna informacja o śmierci królewny nie po trzech tygodniach, a po trzech dniach, jak również wzmianka o wyjątkowo długim ukrywaniu tego faktu przed matką. Tak wczesną datę śmierci Elżbiety Bonifacji podawali za Długoszem kolejni pisarze, czasami uznając dzień św. Małgorzaty za moment ostatecznego ujawnienia Jadwidze prawdy o tragicznym losie córeczki
W rzeczywistości Elżbieta Bonifacja umarła, przeżywszy trzy tygodnie, w dniu 13 lipca 1399 r.

### Przyczyna zgonu
Przyczyna zgonu królewny, jak również powód śmierci jej matki, pozostają nieznane z powodu braku jakichkolwiek bliższych informacji o przebiegu porodu, stanie zdrowia noworodka i problemach zdrowotnych położnicy. Jadwiga i Elżbieta Bonifacja żyły jeszcze kilka tygodni po porodzie i umarły w odstępie kilku dni, co mogłoby ewentualnie sugerować, że ich zgony pozostawały w jakimś związku ze sobą (np. choroba zakaźna, stan zapalny, etc.), jednak nie były spowodowane samymi komplikacjami przy porodzie (np. uszkodzeniami ciała doznanymi w trakcie akcji porodowej). Śmiertelność ówczesnych europejskich noworodków i ich matek w wypadku pierwszego porodu była dość wysoka nawet w kręgach dynastycznych, będących pod opieką najlepszych lekarzy.

### Pogrzeb
Na mocy testamentu królowej Jadwigi, którego wykonawcami byli ochmistrz królowej, kasztelan krakowski Jan Tęczyński oraz biskup krakowski Piotr Wysz, Elżbieta Bonifacja miała być pochowana wraz z matką w jednym grobie. Wspólny pogrzeb królewny i królowej odbył się 19 lipca 1399 r. w katedrze wawelskiej.

## Miejsce pochówku

### Nagrobek
Ciała Jadwigi oraz jej córki Elżbiety Bonifacji złożono pod posadzką katedry w kamiennej tumbie. Komora grobowa usytuowana była po północnej stronie prezbiterium, w pobliżu ufundowanego przez królową za życia ołtarza św. Gerwazego, obok wielkiego ołtarza katedry.
Określenie formy upamiętnienia, a także okoliczności i czasu zniszczenia pierwotnego nagrobka nie jest możliwe. Być może w oczekiwaniu na rychłą kanonizację Jadwigi Andegaweńskiej odwlekano budowę świetniejszego grobowca dla matki i córki. Podczas przebudowy otoczenia wielkiego ołtarza katedry, prowadzonej na zlecenie biskupa Gembickiego w połowie XVII w., nagrobek został definitywnie przekształcony.

### Eksploracja grobu
Z protokołu otwarcia grobu Jadwigi Andegaweńskiej z dnia 12 lipca 1949 r. wynika, że naukowcy zwrócili uwagę na charakterystyczne ułożenie szkieletu królowej, zbliżone do jednego z  boków trumny. Można to wytłumaczyć faktem, że obok matki leżała Elżbieta Bonifacja, jednak nic nie pozostało z miękkich chrząstek dziecka po upływie 550 lat od pochówku.

## Pierwsze polskie horoskopy
Dla dziecka Jadwigi i Jagiełły opracowane zostały pierwsze zachowane horoskopy sporządzone na ziemiach polskich. Wykonał je w Krakowie nieznany bliżej uczony, zapewne jeden z ośmiu astrologów, pracujących m.in. dla dworu królewskiego.
Pierwszy horoskop powstał w oparciu o moment poczęcia dziecka, zapewne ustalony wspólnie z królową na 16 września 1398 w południe. Rozwiązanie wyznaczono w nim na 18 czerwca 1399. Jadwidze i Jagielle miał się narodzić długo wyczekiwany syn.
Drugi horoskop był prognostykiem urodzinowym. Na jego podstawie można dokładnie określić moment przyjścia na świat Elżbiety Bonifacji. Królewna urodziła się 22 czerwca 1399 późnym wieczorem (o godzinie 22:35 czasu lokalnego). Astrolog zaznaczył, że horoskop jest złowróżbny, ponieważ Mars przebywał w ósmym domu astrologicznym, zwanym domem śmierci.

## Wywód rodowodowy
| 4. Olgierd             |  |                          |  |  |                       |
|                        |  | 2. Władysław II Jagiełło |  |  |                       |
| 5. Julianna            |  |                          |  |  |                       |
|                        |  |                          |  |  | 1. Elżbieta Bonifacja |
| 6. Ludwik Węgierski    |  |                          |  |  |                       |
|                        |  | 3. Jadwiga Andegaweńska  |  |  |                       |
| 7. Elżbieta Bośniaczka |  |                          |  |  |                       |
|                        |  |                          |  |  |                       |